# Râul Neamțului cel Mare
Râul Neamțului cel Mare este unul din cele două brațe care formează râul Neamț (Ozana). Este considerat brațul principal dintre cele două.